# Ferrán Caballero
Ferrán Caballero Puig, nacido en Barcelona en 1985, es escritor y profesor de filosofía en Universidad de La Salle Ramón-Llull.  En 2012, compartió el premio "Mejores Blogueros Jóvenes de Ensayo 2012", otorgado por Editorial Ariel, por su bitácora Ferrancab.  En 2013 trabajaba en la redacción de la revista Diàlegs del Instituto de Estudios Humanísticos Miquel Coll Alentorn.  Ha sido columnista de Expansión.  En 2017, colaboraba con The Objective y con El Ciervo.  En 2018, era columnista semanal de El Mundo.
Publicó en 2017 el libro Maquiavelo para el siglo XXI, un ensayo, publicado por Ariel.  En 2021, escribió el prólogo del libro La Verdad (Ediciones Península) de Arcadi Espada.  Caballero ha obtenido una maestría de la Universidad de Barcelona.

## Crítica
Arcadi Espada en 2017 describió a Caballero como un «insólito joven.»  Ése mismo año, Ramón González Férriz en El Confidencial calificó el libro Maquiavelo de Caballero de «breve e instructivo» y de «estupendo».  En 2016, Daniel Capó caracterizó a Caballero de «joven filósofo catalán» en la Nueva Revista de Política, Cultura y Arte.

## Obras publicadas
- Álvaro Arbonés Serrano; Ferrán Caballero et al. (2012). Los nuevos inquilinos. Ensayos para un mundo pendiente.. Nota de Fernando Savater. Barcelona: Editorial Ariel. p. 224. ISBN 9788434405332. Consultado el 10 de septiembre de 2022.[15][16]

- Ferrán Caballero (2017). Maquiavelo para el siglo XXI.  El príncipe en la era del populismo. Prólogo de Gregorio Luri. Editorial Ariel. p. 152. ISBN 978-84-344-2540-8.

- Carlo Altini; Ángel Jorge Barahona Plaza; Ferrán Caballero Puig et al. (2022).  Jorge del Palacio Martín; Guillermo Graíño Ferrer, eds. ¿Atenas y Jerusalén? Política, filosofía y religión desde 1945 (1ª edición). Editorial Tecnos (Grupo Anaya). p. 496. ISBN 978-84-309-8415-2.[17]